# レミントン・チャン
レミントン・チャン（Remington CHUN、1983年11月18日 - ）は、アメリカ合衆国ハワイ州出身のプロバスケットボール選手である。ポジションはガード、フォワード。愛称はレミー。

## 来歴
ノートルダムナマー大学を卒業後、フィリピンのイロコスサー・ブレイブハーツを経て、2009年10月にbjリーグの大分ヒートデビルズに加入。
2009年12月14日、高松ファイブアローズに移籍し、試合にも出場していたが、2010年1月22日に契約解除となる。